# Mark Robinson (rugby à XV, 1975)
Pour les articles homonymes, voir Mark Robinson et Robinson.
Pas d'image ? Cliquez ici

a Compétitions nationales et continentales officielles uniquement.

b Matchs officiels uniquement.
Dernière mise à jour le 24 juin 2011.
Mark Darren Robinson, né le 21 août 1975 à Palmerston North (Nouvelle-Zélande), est un joueur de rugby à XV néo-zélandais qui a déjà joué 3 fois pour les All-Blacks depuis 1998 évoluant au poste de demi de mêlée. 

## Carrière

### En province et en club
- 1996-1998: Chiefs (Super 12) et North Harbour (NPC)
- 1998-2002: Blues (Super 12) et North Harbour (NPC)
- 2003-2008: Northampton Saints
- 2008-2010: London Wasps

### En équipe nationale
Il a effectué son premier test match avec les All-Blacks le 20 juin 1998 à l’occasion d’un match contre l'équipe d'Angleterre (victoire 64-22).

## Statistiques en équipe nationale
(au 31/12/2005)
- 3 sélections
- 5 points (1 essai)
- Sélections par saison : 1 en 1998, 2 en 2001.